# Dnevni avaz
Dnevni avaz (z bośn. „Głos Codzienny”) – dziennik wydawany w Bośni i Hercegowinie, założony w 1993 roku. Nakład pisma wynosi 20 tys. egzemplarzy.